# 交響曲第1番 (アーノルド)
交響曲第1番は、マルコム・アーノルドが1949年作曲した交響曲である。初演は1951年にチェルトナム音楽祭にて作曲者指揮ハレ管弦楽団にて行われた。ミニチュアスコアは1952年に出版された。

## 楽曲構成
- 第1楽章 Allegro ニ短調
- 第2楽章 Andantino ハ長調
- 第3楽章 Vivace con fuoco

## 音源
| 録音年 | 指揮者                 | オーケストラ                       | レーベル             |
| ------ | ---------------------- | ---------------------------------- | -------------------- |
| 1980年 | マルコム・アーノルド   | ボーンマス交響楽団                 | EMIクラシック        |
| 1995年 | リチャード・ヒコックス | ロンドン交響楽団                   | シャンドス・レコード |
| 1996年 | ヴァーノン・ハンドリー | ロイヤル・フィルハーモニー管弦楽団 | コニファー           |
| 1996年 | アンドリュー・ペニー   | アイルランド国立交響楽団           | ナクソス             |